# Rajd Francji 2003
Rezultaty Rajdu Francji (47ème Tour de Corse), eliminacji Rajdowych Mistrzostw Świata w 2003 roku, który odbył się w dniach 17-19 października. Była to dwunasta runda czempionatu w tamtym roku i piąta asfaltowa oraz siódma w Production Cars WRC. Bazą rajdu było miasto Ajaccio. Zwycięzcami rajdu została norwesko-brytyjska załoga Petter Solberg i Phil Mills jadący Subaru Imprezą WRC. Wyprzedzili oni Hiszpanów Carlosa Sainza i Marca Martíego w Citroënie Xsarze WRC oraz Belgów François Duvala i Stéphane’a Prévota w Fordzie Focusie WRC. Z kolei zwycięzcami Production Cars WRC zostali Brytyjczycy Niall McShea i Chris Patterson w Mitsubishi Lancerze Evo 6.
Rajdu nie ukończyło dwóch kierowców fabrycznych. Estończyk Markko Märtin w Fordzie Focusie WRC nie ukończył rajdu na 15. odcinku specjalnym z powodu wypadku. Z kolei kierowca Škody Fabii WRC Francuz Didier Auriol odpadł z rajdu na 1. odcinku specjalnym z powodu awarii układu elektrycznego.

## Klasyfikacja ostateczna (punktujący zawodnicy)
| Miejsce  | Zawodnik        | Pilot              | Samochód                | Czas      | Strata   | Grupa | Punkty |
| WRC      | WRC             | WRC                | WRC                     | WRC       | WRC      | WRC   | WRC    |
| -------- | --------------- | ------------------ | ----------------------- | --------- | -------- | ----- | ------ |
| 1.       | Petter Solberg  | Phil Mills         | Subaru Impreza WRC      | 4:20:15.3 |          | A8 M  | 10     |
| 2.       | Carlos Sainz    | Marc Martí         | Citroën Xsara WRC       | 4:20:51.9 | +36.6    | A8 M  | 8      |
| 3.       | François Duval  | Stéphane Prévot    | Ford Focus WRC          | 4:20:57.0 | +41.7    | A8 M  | 6      |
| 4.       | Marcus Grönholm | Timo Rautiainen    | Peugeot 206 WRC         | 4:21:24.5 | +1:09.2  | A8 M  | 5      |
| 5.       | Colin McRae     | Derek Ringer       | Citroën Xsara WRC       | 4:21:41.3 | +1:26.0  | A8 M  | 4      |
| 6.       | Gilles Panizzi  | Hervé Panizzi      | Peugeot 206 WRC         | 4:22:14.0 | +1:58.7  | A8 M  | 3      |
| 7.       | Tommi Mäkinen   | Kaj Lindström      | Subaru Impreza WRC      | 4:22:41.1 | +2:25.8  | A8 M  | 2      |
| 8.       | Richard Burns   | Robert Reid        | Peugeot 206 WRC         | 4:22:52.0 | +2:36.7  | A8 M  | 1      |
| PCWRC    |                 |                    |                         |           |          |       |        |
| 1. (16.) | Niall McShea    | Chris Patterson    | Mitsubishi Lancer Evo 6 | 4:49:47.8 |          | N4    | 10     |
| 2. (17.) | Toshihiro Arai  | Tony Sircombe      | Subaru Impreza WRX STi  | 4:50:45.4 | +57.6    | N4    | 8      |
| 3. (18.) | Martin Rowe     | Trevor Agnew       | Subaru Impreza WRX STi  | 4:54:51.8 | +5:04.0  | N4    | 6      |
| 4. (19.) | Janusz Kulig    | Maciej Szczepaniak | Mitsubishi Lancer Evo 6 | 4:55:46.2 | +5:58.4  | N4    | 5      |
| 5. (20.) | Stig Blomqvist  | Ana Goñi           | Subaru Impreza WRX STi  | 4:55:51.4 | +6:03.6  | N4    | 4      |
| 6. (23.) | Bob Colsoul     | Tom Colsoul        | Mitsubishi Lancer Evo 7 | 4:57:57.3 | +8:09.5  | N4    | 3      |
| 7. (25.) | Ricardo Triviño | Jordi Barrabès     | Mitsubishi Lancer Evo 7 | 5:07:13.9 | +17:26.1 | N4    | 2      |
| 8. (29.) | Riccardo Errani | Stefano Casadio    | Mitsubishi Lancer Evo 6 | 5:28:17.8 | +38:30.0 | N4    | 1      |

1. ↑  Litera M przy oznaczeniu grupy do której należy samochód oznacza, iż tylko ci kierowcy zdobywali punkty dla swoich zespołów liczonych w klasyfikacji producentów na koniec sezonu.

## Zwycięzcy odcinków specjalnych
| Dzień       | Odcinek | G. rozp. | Nazwa                                    | Długość  | Zwycięzca       | Czas    | Lider rajdu    |
| ----------- | ------- | -------- | ---------------------------------------- | -------- | --------------- | ------- | -------------- |
| 1 (17 paź.) | SS1     | 10:11    | Cargese – Paomia 1                       | 14,64 km | Carlos Sainz    | 9:49.6  | Carlos Sainz   |
| 1 (17 paź.) | SS2     | 10:44    | Vico – Pont du Liamone 1                 | 15,49 km | Gianluigi Galli | 10:03.0 | Markko Märtin  |
| 1 (17 paź.) | SS3     | 11:17    | Golfe de la Liscia – Sarrola Carcopino   | 17,52 km | Markko Märtin   | 10:43.6 | Markko Märtin  |
| 1 (17 paź.) | SS4     | 14:23    | Cargese – Paomia 2                       | 14,64 km | François Duval  | 9:45.3  | Sébastien Loeb |
| 1 (17 paź.) | SS5     | 14:56    | Vico – Pont du Liamone 2                 | 15,49 km | Markko Märtin   | 10:03.6 | Sébastien Loeb |
| 1 (17 paź.) | SS6     | 15:29    | Golfe de la Liscia – Sarrola Carcopino 2 | 17,52 km | Markko Märtin   | 10:43.2 | Sébastien Loeb |
| 2 (18 paź.) | SS7     | 08:33    | Ampaza – Petreto 1                       | 38,64 km | Markko Märtin   | 25:32.2 | Sébastien Loeb |
| 2 (18 paź.) | SS8     | 09:36    | Pont de la Masina – Col St. Georges 1    | 15,42 km | Mikko Hirvonen  | 10:31.5 | François Duval |
| 2 (18 paź.) | SS9     | 11:29    | Col de Carazzi – Bastelica 1             | 40,94 km | Gilles Panizzi  | 27:23.5 | François Duval |
| 2 (18 paź.) | SS10    | 14:07    | Ampaza – Petreto 2                       | 38,64 km | Petter Solberg  | 25:20.7 | François Duval |
| 2 (18 paź.) | SS11    | 15:10    | Pont de la Masina – Col St. Georges 2    | 15,42 km | Petter Solberg  | 10:22.3 | François Duval |
| 2 (18 paź.) | SS12    | 17:03    | Col de Carazzi – Bastelica 2             | 40,94 km | Petter Solberg  | 27:15.6 | Petter Solberg |
| 3 (19 paź.) | SS13    | 08:12    | Penitencier Coti – Chiavari – Pietra Ros | 24,24 km | Sébastien Loeb  | 15:19.0 | Petter Solberg |
| 3 (19 paź.) | SS14    | 08:55    | Pont de Calzola – Agosta 1               | 31,81 km | Sébastien Loeb  | 19:47.2 | Petter Solberg |
| 3 (19 paź.) | SS15    | 11:47    | Penitencier Coti – Chiavari – Pietra Ros | 24,24 km | Sébastien Loeb  | 15:25.4 | Petter Solberg |
| 3 (19 paź.) | SS16    | 12:30    | Pont de Calzola – Agosta 2               | 31,81 km | Sébastien Loeb  | 19:56.4 | Petter Solberg |

## Klasyfikacja po 12 rundach
Tabele przedstawiają tylko pięć pierwszych miejsc.

### Kierowcy
| Lp. | Kierowca        | Pkt |
| --- | --------------- | --- |
| 1   | Carlos Sainz    | 61  |
| 2   | Petter Solberg  | 58  |
| 3   | Richard Burns   | 58  |
| 4   | Sébastien Loeb  | 55  |
| 5   | Marcus Grönholm | 43  |

### Producenci
| Lp. | Producent                   | Pkt |
| --- | --------------------------- | --- |
| 1   | Citroën Total               | 137 |
| 2   | Malboro Peugeot Total       | 129 |
| 3   | 555 Subaru World Rally Team | 88  |
| 4   | Ford Motor Co Ltd.          | 78  |
| 5   | Škoda Motorsport            | 21  |